# Osvaldo Aquino
Osvaldo Aquino   (San Lorenzo, 28 de gener de 1952 - 9 de juliol de 2025) fou un futbolista paraguaià de la dècada de 1970 i entrenador.
Fou 20 cops internacional amb la selecció del Paraguai amb la qual a la Copa Amèrica de 1979.
Pel que fa a clubs, defensà els colors de Club Manuel Cabello (1972), Guaraní, Olimpia Asunción, San Lorenzo i Cerro Corá.